# ميتشيل جيسي وشركاؤه
شركة ميتشيل جيسين وشركائه شركة ذات مقرات في سبوكاين وفيرجينيا، أسسها كلاً من جيمس ألمر ميتشيل وبروس جيسين سنة 2005، بالتعاون مع خمسة شركاء آخرين أربعة منهم كانو ينشطون ضمن وحدة التدريب المسماة سيري SERE (Surviaval, Evasion, Resistance, Escape) التي نشط فيها كلاً من بروس وجيمس كخبيرين نفسيين.
كان جيمس ميتشل مصمم طرق الإستنطاق والتعذيب ما بعد 11 ديسمبر، وقد تعاقدت شركته مع الوكالة المركزية للإستخبارات الأمريكية (سي أي ايه) وأشرفت على عدة جلسات تعذيب في مناطق سرية.
في سنة 2007 كانت الشركة تشغل أكثر من 60 موظفا من بينهم المحقق السابق في السي أي ايه ديوس مارتيناز، والمدرب السابق لدى مكتب المباحث الفيديرالي كارن غاردنر بالإضافة إلى روجيه الدريش أحد المدربين العسكريين المعروفين في مجال البقاء على قيد الحياة.
قام مؤسسو الشركة بتطوير ما يعرف بطرق الإستنطاق المتطورة التي أحدثت ضجة كبيرة عند انكشافها.

## وصلات خارجية
- http://tortureaccountability.org/bruce_jessen
- http://www.youtube.com/watch?v=GNut32BL4pQ&list=PLB10E0573AB9AB7F3